# Atletski klub Brčko
 Atletski klub „Brčko“ je atletski klub iz Brčko Distrikta BiH. Osnovan je 2003. godine i takmiči se u okviru programa Atletskog saveza Republike Srpske i Atletskog saveza Bosne i Hercegovine. AK „Brčko“ svake godine organizuje Vidovdansku trku.

## Uprava
Organi Kluba sastoje se od Skupštine, Upravnog odbora i Stručnog štaba. 
Predsjednik Kluba je Borislav Đurđević, a šef stručnog štaba Davor Todorović, a u stručnom štabu su Todić Miroljub, Radan Kalajdžić i Milovan Radić. Prvi šef stručnog štaba bio je Simo Cvjetinović. 

## Takmičari
Klub okuplja oko četrdeset članova, a najbolji takmičar je Aleksandar Pajkić,koji se takmiči u  disciplinama 200 i 400 m. Njegov najveći uspjeh je treće mjesto na Balkanijadi za juniore 2008. godine održanoj u Baru (Crna Gora). Pored njega članovi juniorske reprezentacije su: Miodrag Sedlarević (bacanje kugle), Almir Musić (bacanje diska), Srđan Samardžić (srednje pruge i duge pruge), Jelena Gavrilović (skok uvis), Aleksandar Ganilović (srednje pruge), Nikola Marić (srednje pruge), Arsenić Slađana (srednje pruge), Maja Kaiš (brzo hodanje), Risto Gajić (skok udalj), Savo Ilić (bacanje koplja), Aleksa Bijelić (bacanje kladiva), Jovana Božić (srednje pruge).